# Uitzicht vanaf de wallen van kasteel Kronborg op de Zweedse kust
Uitzicht vanaf de wallen van kasteel Kronborg op de Zweedse kust (Deens: Udsigt fra Kronborg Vold over flagbatteriet og Sundet til den svenske kyst) is een schilderij van Christoffer Wilhelm Eckersberg uit 1829. Sinds 1913 maakt het deel uit van de collectie van het Statens Museum for Kunst in Kopenhagen. 

## Voorstelling
Het schilderij toont een uitzicht vanaf kasteel Kronborg op het eiland Seeland, over de Sont naar de Zweedse kust in Skåne. Kronborg was een strategisch belangrijke vesting, omdat Zweden en Denemarken hier dicht bij elkaar liggen. Deze betekenis wordt benadrukt door de soldaten die op wacht staan en de prominente Deense vlag. Op de voorgrond zijn twee dienstmeisjes te zien die wasgoed drogen. Op de achtergrond is een groot marineschip zichtbaar dat wordt omringd door kleinere boten.
Uit Eckersbergs dagboek weten we dat hij in september 1826 aan het schilderij begon. Het duurde meer dan twee jaar, tot januari 1829 voor hij het doek zou voltooien.
Christoffer Wilhelm Eckersberg was een van de pioniers van de Gouden Eeuw van de Deense schilderkunst. Het schilderij is een typisch voorbeeld van zijn nauwkeurige en realistische stijl, waarbij hij veel aandacht besteedde aan de weergave van licht en atmosfeer. Naast zijn portretten en landschappen maakte hij een groot aantal zeegezichten. Werken uit de Hollandse school waren hierbij een bron van inspiratie, aangevuld met zijn eigen nauwkeurige studies van schepen.